# Импириал (округ)

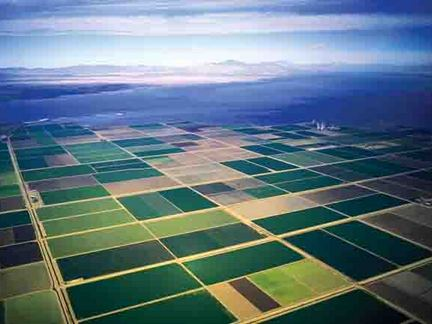
Панорама округа

Импи́риал (англ. Imperial) — округ, расположенный в долине Импириал на юго-востоке штата Калифорния на границе с Мексикой и штатом Аризона, население которого, по данным переписи 2000 года, составляет 142 361 человек. Окружной центр Импириала — город Эль-Сентро. Округ находится в регионе Сан-Диего-Импириал. Статус округа Имприал получил 7 августа 1907 года, став последним округом, образованным в штате.

## География
Общая площадь округа равняется 11 608,3 км², из которых 10 813,2 км² (93,15%) составляет суша и 795,1 км² (6,85 %) — вода. Округ расположен в Южной Калифорнии в долине Импириал.

### Соседние округа
На севере Импириал граничит с округом Риверсайд, на северо-востоке и юго-востоке с округами Юма и Ла-Пас соседнего штата Аризона, на юге и юго-западе с муниципалитетами Мексики Мехикали и Текате, на западе с округом Сан-Диего.

### Города
В округе расположено семь городов:
- Броли
- Импириал
- Калексико
- Калипатрия
- Уэстморленд
- Холтвилл
- Эль-Сентро

## Транспорт

### Автомагистрали
- I-8
- SR 7
- SR 78
- SR 86
- SR 98
- SR 111
- SR 115

### Аэропорты
В округе расположены аэропорты Калексико и Импириал.